# Nässjö Basket
O Nässjö Basket é um clube profissional de basquetebol sediado na cidade de Nässjö, Suécia que atualmente disputa a Liga Sueca. Foi fundado em 1939 e manda seus jogos na Nässjö Sporthall.

## Temporada por Temporada
| Temporada | Nível | Liga        | Pos. | Pós Temporada     | Competições europeias | Competições europeias |
| --------- | ----- | ----------- | ---- | ----------------- | --------------------- | --------------------- |
| 2012–13   | 1     | Basketligan | 11   |                   | -                     | -                     |
| 2013–14   | 1     | Basketligan | 9    |                   | -                     | -                     |
| 2014-15   | 1     | Basketligan | 8    | Quartas de finais | -                     | -                     |
| 2015-16   | 1     | Basketligan | 5    | Quartas de finais | -                     | -                     |
| 2016-17   | 1     | Basketligan | 7    | Quartas de finais |                       |                       |
| 2017-18   | 1     | Basketligan | 8    |                   | -                     | -                     |

fonte:eurobasket.com